# 스펙 셰이
프란시스 조지프 "스펙" 셰이(영어: Francis Joseph "Spec" Shea, 1920년 10월 2일~2002년 7월 19일)는 미국의 프로 야구 선수로, 1947년부터 1955년까지 메이저 리그 베이스볼(MLB)에서 투수로 뛰었다. 1947년부터 1951년까지 뉴욕 양키스에서, 1952년부터 1955년까지 워싱턴 세너터스에서 몸담았다. 주근깨 때문에 '스펙'(Spec)이라는 별명을 얻었고, 뉴욕 양키스 방송 진행자 멜 앨런이 그를 '더 노가턱 너겟'(The Naugatuck Nugget)이라고 부르기도 했다.